# Blyat
Blyat (russisch etwa für „Verdammt“) ist das dritte Studioalbum des Berliner Rappers Capital Bra. Es erschien am 29. September 2017 über das Label Auf!Keinen!Fall! als Standard-Edition und Boxset, inklusive Bonus-EP und DVD.

## Produktion
Das Album wurde zu einem Großteil von dem Musikproduzenten-Duo The Cratez produziert. Dieses steuerte die Musik zu elf der 15 Lieder der Standard-Edition bei. Die weiteren Produktionen stammen von Saven Musiq und Goldfinger Beatz.

## Covergestaltung
Das Albumcover zeigt Capital Bra, der bäuchlings auf dem grauen Betonboden liegt. Er trägt ein gelbes Trikot mit der blauen Rückennummer 7 und dem Schriftzug Putin. Seine Hände sind mit Handschellen auf seinem Rücken gefesselt. Neben dem Rapper liegen fünf Drogenpäckchen, ein Geldbündel, eine Sonnenbrille und drei Basecaps.

## Gastbeiträge
Auf acht Liedern des Albums treten neben Capital Bra weitere Rapper in Erscheinung. So ist Sido auf Richtung Para zu hören, während Gzuz am Song Paff paff weiter 2 beteiligt ist. Ufo361 hat einen Gastauftritt beim Track Na na na, und Gringo44 rappt auf Kuku SLS mit Capital Bra zusammen. Das Leben ist so stellt eine Kollaboration mit Olexesh dar, wogegen King Khalil auf Zweistellige Haftstrafen vertreten ist. Zudem treten RAF Camora und Joshi Mizu auf Olé Olé in Erscheinung, während Capital Bra auf Bra macht die AK mit AK Ausserkontrolle zusammenarbeitet.
Auf der Bonus-EP des Boxsets befinden sich des Weiteren Gastauftritte von King Khalil, Joshi Mizu, Dardan, Kay Ay und Dudi.

## Titelliste
| #  | Titel                      | Gastmusiker            | Produzent               | Länge |
| -- | -------------------------- | ---------------------- | ----------------------- | ----- |
| 1  | Intro                      |                        | The Cratez              | 1:32  |
| 2  | Wie alles begann           |                        | Saven Musiq             | 3:07  |
| 3  | Paff paff weiter 2         | Gzuz                   | The Cratez, Saven Musiq | 3:56  |
| 4  | Richtung Para              | Sido                   | The Cratez              | 2:38  |
| 5  | Nur noch Gucci             |                        | The Cratez              | 3:32  |
| 6  | Wer hoch fliegt fällt tief |                        | The Cratez              | 2:45  |
| 7  | Na na na                   | Ufo361                 | The Cratez              | 3:05  |
| 8  | Das Leben ist so           | Olexesh                | The Cratez              | 3:59  |
| 9  | Ghetto Massari             |                        | The Cratez, Saven Musiq | 2:57  |
| 10 | Zweistellige Haftstrafen   | King Khalil            | Saven Musiq             | 2:54  |
| 11 | Kuku SLS                   | Gringo44               | Goldfinger Beatz        | 4:29  |
| 12 | BMW Alpina                 |                        | Saven Musiq             | 3:12  |
| 13 | Bra macht die AK           | AK Ausserkontrolle     | The Cratez              | 2:44  |
| 14 | Mademoiselle               |                        | The Cratez              | 2:48  |
| 15 | Olé Olé                    | RAF Camora, Joshi Mizu | The Cratez              | 2:32  |

+ Instrumentals
Bonus-EP des Boxsets
| # | Titel                  | Gastmusiker               | Produzent               | Länge |
| - | ---------------------- | ------------------------- | ----------------------- | ----- |
| 1 | Intro                  |                           | The Cratez              | 0:45  |
| 2 | Umsatzfixiert          | King Khalil               | The Cratez              | 2:23  |
| 3 | Komm Kolleg            | Dardan                    | The Cratez              | 2:29  |
| 4 | Mademoiselle (Remix)   | Joshi Mizu                | The Cratez, Saven Musiq | 2:49  |
| 5 | Der Teufel trägt Gucci | King Khalil, Kay Ay, Dudi | Goldfinger Beatz        | 3:17  |

+ Instrumentals
DVD des Boxsets
| # | Titel        |
| - | ------------ |
| 1 | Live-Konzert |

## Chartplatzierungen und Singles
Blyat stieg am 6. Oktober 2017 auf Platz 3 in die deutschen Charts ein und belegte in den folgenden Wochen die Ränge 13 und 15. Insgesamt konnte es sich mit mehreren Unterbrechungen 51 Wochen in den Top 100 halten.
Die Lieder Nur noch Gucci, Wie alles begann, Ghetto Massari, Olé Olé, Kuku SLS, Wer hoch fliegt fällt tief und Zweistellige Haftstrafen wurden als Singles zum Download ausgekoppelt. Davon waren Olé Olé und Nur noch Gucci am erfolgreichsten, die für jeweils über 200.000 Verkäufe in Deutschland eine Goldene Schallplatte erhielten. Nach Albumveröffentlichung stiegen auch die Songs Na na na, Paff paff weiter 2, Das Leben ist so, Mademoiselle und Bra macht die AK aufgrund von Streamings und Downloads in die deutschen Charts ein. Der Song Na na na wurde 2019 ebenfalls für 200.000 Verkäufe mit einer Goldschallplatte ausgezeichnet.

## Verkaufszahlen und Auszeichnungen
Blyat wurde im Jahr 2019 für mehr als 100.000 verkaufte Exemplare in Deutschland mit einer Goldenen Schallplatte ausgezeichnet.

## Rezeption
| Professionelle Bewertungen | Professionelle Bewertungen |
| -------------------------- | -------------------------- |
| Kritiken                   |                            |
| Quelle                     | Bewertung                  |
| laut.de                    | [ 5 ]                      |

Anastasia Hartleib von laut.de bewertete Blyat mit drei von möglichen fünf Punkten. Das Album liefere „eine aufgefrischte, zeitgemäße Version der klassischen Bordstein-Geschichten“ und sei „Straßensound anno 2017.“ Die Texte des Rappers „ergeben Sinn und sind in der Regel recht clever gereimt,“ jedoch komme er leider „nicht ohne abwertendes und klischeebehaftetes Frauenbild aus.“